# Сосницька вулиця (Київ)
Со́сницька ву́лиця — вулиця в Дніпровському районі міста Києва, місцевість Стара Дарниця. Пролягає від Сиваської вулиці до Хорольської вулиці.
Прилучаються вулиці Дністерська, Княгині Інгігерди, провулки Устима Кармелюка і Князя Ярополка Святославича. 

## Історія
Вулиця виникла в середині XX століття під назвою 636-та Нова. Сучасна назва — з 1953 року, на честь селища міського типу Сосниця в Чернігівській області.

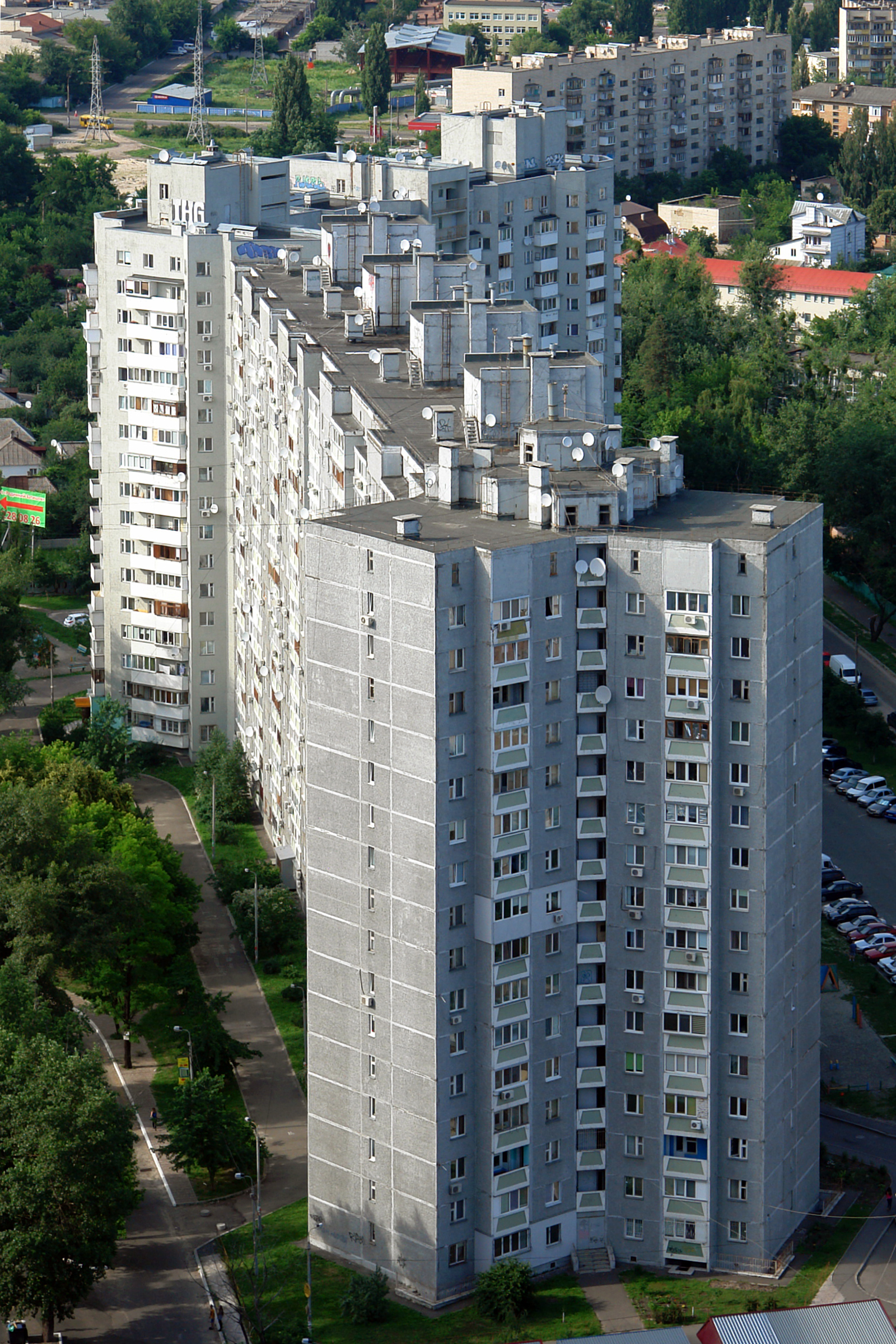
№ 19 – КТУ 2002 р., далі 21 – 2004 р.
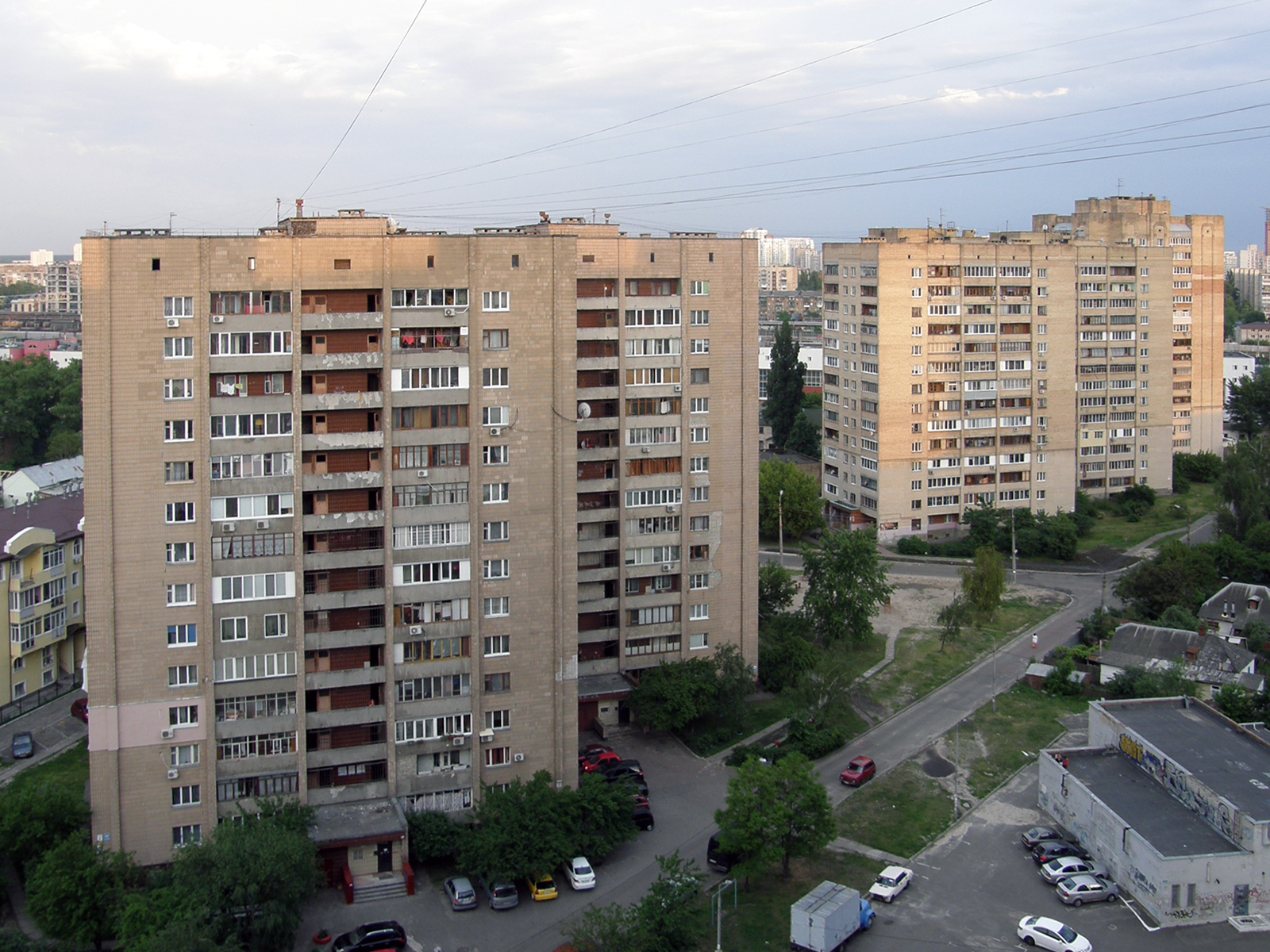
№ 10 і вул. Дністерська, 19 — вежі Вулиха 1987 р.